# 기동전사 건담 SEED ASTRAY 시리즈의 등장인물
기동전사 건담 SEED ASTRAY 시리즈의 등장인물(일본어: 機動戦士ガンダムSEED ASTRAYシリーズの登場人物)에서는 애니메이션 《기동전사 건담 SEED》의 공식 외전 《기동전사 건담 SEED ASTRAY 시리즈》인 《기동전사 건담 SEED ASTRAY (B 및 R 포함)》, 《기동전사 건담 SEED X ASTRAY》, 《기동전사 건담 SEED DESTINY ASTRAY》, 《기동전사 건담 SEED C.E.73 Δ ASTRAY》, 《기동전사 건담 SEED FRAME ASTRAYS》, 《기동전사 건담 SEED VS ASTRAY》, 《기동전사 건담 SEED DESTINY ASTRAY R》, 《기동전사 건담 SEED DESTINY ASTRAY B》, 《기동전사 건담 SEED ASTRAY 천공의 황녀》에 등장하는 가공의 인물들에 대해서 기술한다.

## 같이 보기
- 기동전사 건담 SEED ASTRAY 시리즈